# Avianus
Avianus (4. század) késő ókori római meseköltő.

## Élete és művei
Mindössze 42 elégiai versmértékben írt aesopusi meséje maradt reánk. Ezeket, noha Phaedrus meséi mögött messze elmaradnak, tiszta (bár nem a tárgyhoz illő egyszerű) nyelvük és korrekt versformájuk miatt sokat olvastak az iskolákban.